# Ginástica nos Jogos Olímpicos de Verão de 1896 - Barra fixa por equipes

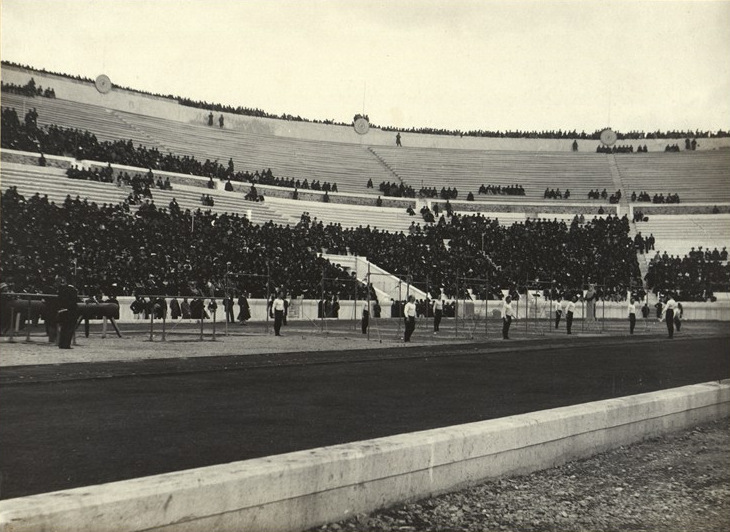
Ginástica nos Jogos Olímpicos de Verão de 1896 - Barra fixa por equipes

A prova da barra fixa por equipes foi o segundo evento da ginástica nos Jogos Olímpicos de Verão de 1896 realizada no dia 9 de abril. Apenas a equipe alemã disputou a prova.

## Medalhistas
| Ouro   | Alemanha (GER) Conrad Böcker Alfred Flatow Gustav Flatow Georg Hilmar Fritz Hofmann Fritz Manteuffel Karl Neukirch Richard Röstel Gustav Schuft Carl Schuhmann Hermann Weingärtner |
| Prata  | Nenhuma |
| Bronze | Nenhuma |